# بازار تمبی
بازار تمبی مربوط به دوره قاجار است و در شهرستان مسجد سلیمان، بخش مرکزی، دهستان جهانگیری، روستای تمبی واقع شده و این اثر در تاریخ ۲۶ اسفند ۱۳۸۷ با شمارهٔ ثبت ۲۵۹۷۶ به‌عنوان یکی از آثار ملی ایران به ثبت رسیده است.